# سید اکرام‌الدین
سید کرم‌الدین معصومی (زادهٔ ۱۹۵۳) است. از مناصب سیاسی وی ولیات بغلان، افغانستان است. او این منصب را از تاریخ ۲۶ ژوئیه ۲۰۰۶
تا ۸ نوامبر ۲۰۰۷ عهده‌دار شد.